# Михайловка (Шацкий район)
Михайловка — деревня в Шацком районе Рязанской области в составе Ямбирнского сельского поселения.

## Географическое положение
Деревня Михайловка расположена на Окско-Донской равнине на правом берегу реки Вязовки в 32 км к северо-востоку от города Шацка. Расстояние от деревни до районного центра Шацк по автодороге — 37 км.
К северу и югу от деревни находятся значительные лесные массивы. К северу от деревни протекает река Черная, к западу расположено небольшое озеро, устье реки Вязовки, река Цна и остров Лосиный (Таманский). Ближайшие населенные пункты — деревни Ужово, Лесные Цветы и Шафторка (Сасовский район).

## Население
| 1989 | 2010 | 2012 |
| ---- | ---- | ---- |
| 63   | ↘15  | ↗17  |

По данным переписи населения 2010 г. в деревне Михайловка постоянно проживают 15 чел. (в 1992 г. — 63 чел.).

## Происхождение названия
По мнению михайловских краеведов И. Журкина и Б. Катагощина селение получило свое название по фамилии землевладельца — помещика Михайлова.

Н. Воронкова, со слов местных жителей, приводит следующую историю:
«Жили-были три Михаила: Бирюков, Вавилов и Шувалов. Жили они в деревне Раково, что теперь в Сасовском районе. Все трое обзавелись семьями, а вот честно на земле жить не хотели. Вместо того, чтобы работать, они выбрали иной путь прокормить семью — воровали у своих же односельчан кур, свиней, зерно. Но не потерпели раковцы воров и прогнали их, в один день всех выселили. А куда ехать-то, куда бежать, когда за душой ничего нет? И обосновались три Михаила поблизости от своей деревеньки, недалеко от имения помещика Зенчева. Кое-как поставили домики, благо что лес вокруг был, нанялись на работу к помещику, но от старой привычки не отказались — то одного поросенка домой украдут, то другого.
Дурная слава о них пошла. Рядом с ними селиться никто не хотел, хотя места здесь просто замечательные. А их местечко люди прозвали Свиновкой за то, что ее обитатели крали свиней. И теперь в простонародье ее так же называют. Хотя официальное название „Михайловка“ идет еще с того времени, когда здесь жили три Михаила».
Вплоть до начала XX в. деревня Михайловка носила также и второе название — Свиновка.

## История
Деревня Михайловка возникла в начале XIX в. как выселки крестьян села Кашково-Раково (соврем. Сасовский район).
К 1911 г., по данным А. Е. Андриевского, деревня Михайловка, Свиновка тож, относилась к приходу Преображенской церкви села Кашково-Раково и в ней насчитывалось 19 дворов, в коих проживало 56 душ мужского и 52 женского пола. Большая часть леса в окрестностях деревни принадлежала дворянам Нарышкиным.

## Транспорт
Основные грузо- и пассажироперевозки осуществляются автомобильным транспортом. Деревня Михайловка имеет выезд на проходящую поблизости автомобильную дорогу федерального значения М-5 «Урал»: Москва — Рязань — Пенза — Самара — Уфа — Челябинск.